# Elektrostal
Elektrostal (rusky Электроста́ль) je město v Moskevské oblasti v Ruské federaci. Při sčítání lidu v roce 2010 mělo 155 tisíc obyvatel.

## Dějiny
Současné město vzniklo v roce 1916 s jménem Zatišje (Затишье) s výstavbou průmyslu, zejména hutě „Elektrostal“ významného průmyslníka Nikolaje Alexandroviče Vtorova. V roce 1928 bylo Zatišje přejmenováno na Elektrostal a v roce 1938 se stalo městem.

### Rodáci
- Sergej Jefimovič Donskoj (*1968), politik

## Sport
Ve městě sídlí hokejový klub Kristall Elektrostal, který hraje Vyšší hokejovou ligu.

## Partnerská města
- Pen-si, Čína (2011)
- Kruševac, Srbsko (2012)
- Niš, Srbsko (2008)
- Navapolack, Bělorusko (2011)
- Pernik, Bulharsko
- Polock, Bělorusko
- Rostov Veliký, Rusko (2013)
- Sosnovyj Bor, Rusko (2007)
- Strumica, Severní Makedonie (2013)